# Greg the Bunny
Greg the Bunny est une série télévisée américaine en 13 épisodes de 22 minutes, créée par Sean Baker, Spencer Chinoy et Dan Milano et diffusée entre le 27 mars 2002 et le 19 octobre 2004 sur FOX. En France, la série a été diffusée sur Comédie !.

## Synopsis
Cette série met en scène les mésaventures de Greg the Bunny, une marionnette qui travaille à la télévision dans une émission pour enfants, Sweetknuckle Junction, et de ses collègues marionnettes et humains.

## Distribution
- Seth Green (V. F. : Franck Capillery) : Jimmy Bender
- Eugene Levy (V. F. : Patrick Préjean) : Gil Bender
- Sarah Silverman (V. F. : Laurence Sacquet) : Alison Kaiser
- Dan Milano (V. F. : Christophe Lemoine (Greg) / Roger Carel (Warren)) : Greg le lapin / Warren « le singe » Demontague (voix)
- Drew Massey : Count Blah / Dr Aben Mitchell / Gay Bear / Herbitta Hymina (voix)
- Bob Gunton (V. F. : Jean Roche) :  Jack « Junction » Mars
- Dina Spybey (V. F. : Christine Sireyzol) : Dottie Sunshine
- Victor Yerrid (V. F. : Régine Teyssot) : Tardy la tortue / Cranky / Mr Hygiène
- James Murray : Rochester le lapin / Susan le monstre / Jamaican Guy

## Personnages
- Greg the Bunny : Personnage principal de la série, où son rôle est essentiellement comique, et les blagues, essentiellement faites par Warren « le singe » se concentrent sur son inaptitude à jouer la comédie et le fait que la seule raison à sa présence est qu'il est mignon. Dans la série, il vit avec un garçon nommé Jimmy Bender, alors que dans le spin-off, il habite avec Spencer Chinoy et Sean Baker.

- Warren « le singe » (Warren « the ape ») : Second personnage principal, il se qualifie lui-même comme un acteur vétéran autrefois en haut de l'affiche et qui tente aujourd'hui de se refaire un nom. Il déteste travailler avec Greg à cause de son manque d'expérience dans la comédie. Il est un gros fumeur et a également un problème avec l'alcool.

- Fredrick « Count Blah » Blah : Un autre acteur ayant travaillé avec Warren « le singe » il y a quelques années. Satire du Count von Count de la série 1, rue Sésame, clamant régulièrement que le Comte de 1, rue Sésame a volé son jeu d'acteur et sa célébrité. Il prononce le mot « Blah » à la fin de chaque phrase.

- Tardy la tortue (Tardy the turtle) : Tardy est une tortue (comme son nom l'indique) qui tient souvent des propos très aléatoires. Quand la FOX annula la série, la marionnette fut volée et la chaîne déposa un copyright sur son nom. Elle fit malgré tout une apparition dans le DVD du spin-off de IFC.

- Wumpus : Personnage uniquement présent dans le spin-off de IFC, il parodie les monstres de la série 1 rue Sésame, et est très maladroit.

## Épisodes
1. À la gare de déjantés (Welcome to Sweetknuckle Junction)
2. Cyber-déjantés (SK-2.0 alias How the Count Got His Blah Back)
3. Opération commando (The Jewel Heist)
4. Greg se mobilise (Greg Gets Puppish)
5. Un facteur original (The Singing Mailman)
6. Petit lapin, grand cœur (Rabbit Redux alias Rochester Returns)
7. La Révélation de Jack (Surprise!)
8. Omelette surprise (Father & Son Reunion)
9. Les déjantés font la fête (Piddler on the Roof)
10. Chez les déjantés (Blah Bawls)
11. Ami... ami (Dottie Heat)
12. Pagaille et confettis (Sock Like Me)
13. Jimmy craque (Jimmy Drives Gil Crazy)

## Commentaires
Les personnages sont, comme dans Le Muppet Show, des marionnettes à main.
Un spin-off de la série a été créé en 2005 et diffusé sur IFC sous le nom de The Greg the Bunny Show.
Un deuxième spin-off de la série a été créé en 2010 sous le nom de Warren The Ape.